# Pik Botha
Roelof Frederik "Pik" Botha (født 27. april 1932 i Rustenburg (nu Swaartruggens), Transvaal, død 12. oktober 2018 i Pretoria) var en sydafrikansk politiker.

## Politisk karriere
De sidste af årene med apartheid-regimet var han landets udenrigsminister. Botha blev regnet som liberal, i hvert fald i forhold til flertallet i det styrende National Parti (afrikaans: Nasionale Party).
Efter indførelsen af almen stemmeret blev Botha mineral- og energiminister fra 1994 til 1996. I 1996 trak han sig imidlertid tilbage fra politisk virksomhed, efter at Frederik Willem de Klerk havde trukket sit National Parti ud af den nationale samlingsregering. I år 2000 ansøgte Botha om medlemskab i African National Congress (ANC) og erklærede sin støtte til præsident Thabo Mbeki.

## Baggrund
Hans oldefar på mødrene side var Thomas Frederik Dreyer (1815 - 1889), som stammede fra Tyskland men var født i Graaff-Reinet, Kapkolonien, og døde i Rustenburg, Transvaal, og var ældste i Gereformeerde Kerke in Suid-Afrika.
Den korrekte udtale af Bothas tilnavn, "Pik", er med kort vokal. Det efter danske forhold noget usædvanlige navn, er en forkortelse af 'pikkewyn', der på afrikaans betyder pingvin.